# Simulium daisense
Simulium daisense es una especie de insecto del género Simulium, familia Simuliidae, orden Diptera.
Fue descrita científicamente por Takahasi, 1950.